# Apes Revolution - Il pianeta delle scimmie
Apes Revolution - Il pianeta delle scimmie (Dawn of the Planet of the Apes) è un film del 2014 diretto da Matt Reeves.
Si tratta dell'ottavo film del franchise de Il pianeta delle scimmie, iniziato nel 1968 e tratto dall'omonimo romanzo di fantascienza del 1963 di Pierre Boulle, nonché secondo capitolo della serie reboot avviata con L'alba del pianeta delle scimmie (2011). Tra gli interpreti principali figurano Andy Serkis, Jason Clarke, Gary Oldman e Keri Russell.
Dieci anni dopo gli eventi del primo film, un gruppo di persone a San Francisco lotta per rimanere in vita in seguito a un'epidemia che sta uccidendo l'umanità, mentre Cesare cerca di mantenere il dominio sulla sua comunità di scimmie intelligenti.
La pellicola è stata accolta con recensioni molto positive, con i critici che hanno lodato gli effetti speciali, la storia, la colonna sonora, l'azione e l'intensità emotiva. È stato un successo al box office, incassando più di 710 milioni di dollari in tutto il mondo e ricevendo una candidatura ai premi Oscar per i migliori effetti speciali.
Il film ha avuto un sequel dal titolo The War - Il pianeta delle scimmie (2017).

## Trama
Dieci anni dopo gli eventi raccontati nel film precedente la popolazione umana del pianeta Terra è stata decimata a causa dell'espandersi del virus ALZ-113, progettato per curare la malattia di Alzheimer, ma rivelatosi mortale per l'uomo e capace di aumentare l'intelligenza delle scimmie.
In questo desolato e distopico ambiente, lo scimpanzé evoluto Cesare è riuscito a liberare e a riunire molti altri membri della sua specie, organizzando una colonia nella foresta di sequoie del Muir Woods e vive in armonia con la sua tribú. Un giorno, Occhi Blu, uno dei figli di Cesare, e Ash, il figlio dello scimpanzé ex-maschio alfa Rocket, muovendosi per il bosco, incontrano per caso un essere umano. L'uomo preso dal panico spara una pallottola alla spalla di Ash, per poi chiamare il resto del suo gruppo, guidato da uno studioso di nome Malcolm, mentre Occhi Blu grida aiuto alle scimmie. Il piccolo gruppo di sopravvissuti viene circondato dalle scimmie furiose, ma Cesare persuade i suoi compagni a non attaccare e si limita a ordinare al gruppo di Malcolm di andarsene dal suo territorio. Gli umani tornano nella fortezza dei sopravvissuti al virus, situata nelle rovine di San Francisco.
Koba, il bonobo sfregiato che nutre ancora rancore verso gli umani per gli esperimenti ai quali lo hanno sottoposto anni prima, suggerisce a Cesare di recarsi a San Francisco per dare un ultimatum ai sopravvissuti. Così il giorno seguente l'esercito di scimmie si presenta alle porte della fortezza degli umani, dalla quale esce Malcolm, e Cesare stabilisce severamente che nessun umano deve osare avvicinarsi alla sua tribú, ed è disposto a combattere se necessario. Nonostante il timore tra i sopravvissuti scaturito dal minaccioso messaggio dello scimpanzé, Malcolm riesce a convincere Dreyfus, il leader della fortezza, a permettergli di recarsi nella foresta per tre giorni nel tentativo di stabilire un rapporto pacifico con il popolo delle scimmie, anche perché la colonia di Cesare si trova vicino a una diga dalla quale gli umani pensano di ottenere energia elettrica per la città. Pur non fidandosi delle scimmie, Dreyfus permette a Malcolm di compiere la sua ricerca, ordinandogli però di essere accompagnato da un gruppo di uomini armati.
Accompagnato dagli uomini di Dreyfus, da suo figlio Alexander e dalla sua nuova moglie Ellie, Malcolm raggiunge la foresta di sequoie e decide di proseguire da solo per evitare scontri. Ben presto Malcolm si lascia catturare da una legione di gorilla che lo conducono dinanzi a Cesare, il quale permette a lui e al suo gruppo di compiere le riparazioni della diga purché non facciano uso di armi. Gradualmente la tensione reciproca di entrambe le parti si placa, ma la fiducia delle scimmie negli uomini viene tradita da questi ultimi quando Carver (l'uomo che aveva colpito Ash) minaccia il nuovo figlio neonato di Cesare dopo che quest'ultimo ha scoperto casualmente un'arma nascosta negli attrezzi. Il leader delle scimmie si sbarazza del fucile e interrompe ogni "trattativa" con gli umani. Solo dopo che Ellie cura Cornelia, la compagna di Cesare, da una malattia, somministrandole degli antibiotici, Cesare riprende fiducia in Malcolm. Nel frattempo, all'insaputa di Cesare, Koba si è messo a spiare gli umani a San Francisco e, vedendo che hanno mitra nascosti, torna nella colonia con l'intento di spingere Cesare non solo alla definitiva rottura con gli umani ma a muovere un attacco per neutralizzarli. Al rifiuto di Cesare, preoccupato per ciò che una guerra costerebbe alla colonia in termini di vittime, Koba accusa Cesare di nutrire più fiducia negli uomini che nelle scimmie. Furioso, Cesare si avventa su Koba e cerca di strangolarlo, ma poi si ferma, risparmiandolo, ricordandosi il proprio codice morale, secondo il quale "scimmia non uccide scimmia".
Malcolm e gli uomini conducono le riparazioni della diga e la rimettono in funzione, riportando l'elettricità a San Francisco. Durante i festeggiamenti, però, Koba torna di nascosto nella fortezza dei sopravvissuti, dove ruba delle armi dopo avere ucciso due guardie. Tornato nella foresta di sequoie, Koba uccide Carver e gli ruba l'accendino. Senza essere visto da nessuno, Koba fa cadere Cesare sparandogli, apparentemente uccidendolo, per poi incendiare la colonia. In questo modo Koba incolpa gli umani della morte di Cesare e dell'incendio, approfitta del momento di isteria collettiva della colonia che si sente sotto attacco per prendere quindi il comando e dichiarare guerra ai sopravvissuti di San Francisco. Mentre il gruppo di Malcolm cerca di mettersi in salvo, Koba sferra un terribile attacco alla fortezza degli umani e vince compiendo una strage usando le armi da fuoco. Mentre Dreyfus si rifugia nei sotterranei, gli umani rimasti vivi vengono ingabbiati come animali. Quando Ash si rifiuta di uccidere due persone citando gli insegnamenti di Cesare, Koba lo uccide senza pietà davanti a tutti e ordina di imprigionare tutti coloro rimasti fedeli a Cesare, tra i quali l'orango Maurice. Occhi Blu inizia a rendersi conto dello stato di totale follia e pericolosità di Koba.
Nel frattempo il gruppo di Malcolm ritrova Cesare, che è ancora vivo ma ferito gravemente e decide di portarlo a San Francisco; in città lo scimpanzé chiede di essere condotto in una vecchia abitazione in periferia, che risulta essere quella dove è stato cresciuto da Will Rodman. Qui viene raggiunto dal figlio Occhi Blu e, mentre viene medicato, Cesare gli rivela che è stato Koba ad averlo colpito, rendendosi anche conto che le scimmie non sono migliori degli umani. Desideroso di voler riparare agli errori commessi, Occhi Blu libera Maurice e le altre scimmie ingabbiate che a loro volta liberano gli umani prigionieri. In seguito Cesare e i suoi seguaci pianificano di combattere l'esercito di Koba in cima alla torre più alta della fortezza dei sopravvissuti. Dopo aver condotto le scimmie sotto il palazzo attraverso le rovine della metropolitana, Malcolm va incontro a Dreyfus, il quale è riuscito a stabilire un contatto radio con un altro insediamento di sopravvissuti a Nord che sta venendo per aiutarli a respingere le scimmie. Mentre Cesare e Koba si combattono in uno scontro corpo a corpo all'ultimo sangue, Malcolm non riesce a impedire a Dreyfus di detonare delle cariche di esplosivo C-4 ai piedi della torre. Nell'esplosione Dreyfus muore e parte della torre crolla. Al vertice dell'edificio, Koba prende un fucile e inizia a sparare a casaccio nel tentativo di colpire Cesare, e i vari colpi finiscono su diverse scimmie, uccidendone alcune e ferendone altre, tra cui Maurice. Cesare a quel punto si lancia su Koba e nella caduta quest'ultimo rimane appeso su una trave sporgente. Cesare, anche se dubbioso della sua scelta di salvarlo, afferra la mano di Koba per tirarlo su e il bonobo cerca di incitarlo ricordando allo scimpanzé la sua stessa legge: Scimmia non uccide scimmia. Ma Cesare, dopo aver finto di accettare, gli risponde che non lo considera più una scimmia e così gli lascia il braccio facendo cadere il perfido Koba, che muore precipitando dalla torre.
Malcolm raggiunge Cesare e lo informa che stanno arrivando i rinforzi militari degli umani da nord, precedentemente contattati da Dreyfus. Nonostante siano profondamente uniti dal sogno di trovare una pace tra le due fazioni, ormai diventato utopia, Cesare dice a Malcom che gli esseri umani non perdoneranno mai le scimmie per il loro attacco e gli consiglia di trovare un posto sicuro per lui e per la sua famiglia prima che la guerra abbia inizio. Nel finale, mentre Malcolm si ritira nell'ombra, le scimmie, di nuovo fedeli a Cesare, s'inchinano dinanzi a lui e alla sua famiglia finalmente riunita.

## Personaggi

### Scimmie
- Cesare, interpretato da Andy Serkis, è il leader delle scimmie intelligenti, che guida la rivolta che darà vita al pianeta delle scimmie; 10 anni dopo gli eventi del film precedente le scimmie vivono in una loro civiltà guidata da Cesare, il quale si è fatto una famiglia, con la moglie Cornelia e i due figli Occhi Blu e Cornelius. Leader autoritario ma anche riflessivo e saggio, conosce bene gli umani, e non vuole una guerra tra quest'ultimi e le scimmie. Cercherà in tutti i modi di portare la pace fra i due mondi.
- Koba, interpretato da Toby Kebbell, è un bonobo Generale dell'esercito di scimmie, antagonista principale del film. Legato a Cesare con un rapporto fraterno, all’inizio della pellicola è molto fedele a lui e alle sue leggi, divenendo anche mentore di suo figlio Occhi Blu. Tuttavia, con l'arrivo degli umani il personaggio mostrerà la sua vera natura: desideroso di vendicarsi per i terribili esperimenti ai quali venne sottoposto anni prima, Koba si mostrerà sadico, crudele, doppiogiochista, traditore, vendicativo, arrogante, violento, aggressivo, brutale, pericoloso e assetato di potere. Arriva infatti a tal punto di tradire Cesare tentando di ucciderlo e di dare la colpa agli umani, a uccidere Ash, figlio di Rocket, senza alcuna pietà, violando le leggi di Cesare, a costringere le scimmie a seguirlo con la forza e la paura, e imprigionare quelli rimasti "fedeli" a Cesare. Alla fine del film ha uno scontro brutale con Cesare che avrà la meglio su di lui, portando il bonobo a cercare di salvarsi vigliaccamente ricordando a Cesare la sua stessa legge: scimmia non uccide scimmia. Di tutta risposta Cesare gli ribatte che non lo considera più una scimmia e così molla la presa lasciando cadere Koba, che muore precipitando dalla torre.
- Maurice, interpretato da Karin Konoval, è il vice Comandante di Cesare, nonché suo migliore amico. Anche lui compare nel film precedente, mentre in questo è una sorta di maestro o professore per le giovani scimmie insegnando le basi "Scimmia non uccide Scimmia", ma è anche il consigliere di Cesare; instaurerà un buon rapporto con gli umani soprattutto col figlio di Malcolm, i due infatti diventeranno grandi amici.
- Rocket, interpretato da Terry Notary, è il terzo in comando, un tempo capo alfa delle scimmie, che venne sottomesso da Cesare nel film precedente. In questo ha un ruolo semi marginale e scopriamo che è uno dei "Fedeli" di Cesare; ha un figlio di nome Ash.
- Occhi Blu, interpretato da Nick Thurston, è il figlio primogenito di Cesare, un po' indisciplinato, preferisce seguire le idee di Koba, che cercando d'ingannarlo lo metterà contro suo padre, ma soprattutto contro gli umani; scoprirà però che Koba si rivela essere più pericoloso degli umani, quando questi uccide senza pietà Ash, il suo migliore amico; quando scopre che il padre è vivo e che il vero colpevole della tentata uccisione è Koba stesso, Occhi Blu si farà perdonare dal padre, libererà i suoi amici (Maurice e Rocket) e si unirà al padre per combattere contro Koba.
- Ash, interpretato da Doc Shaw, è il figlio di Rocket, nonché miglior amico di Occhi Blu. Verrà ucciso brutalmente da Koba per essersi rifiutato di uccidere gli umani e per essersi legato molto alle leggi di Cesare.

### Umani
- Malcolm, interpretato da Jason Clarke, è il co-fondatore e co-capo della colonia. Rivela di aver avuto una moglie e una figlia morti per colpa del virus delle scimmie, ovvero l'ALZ-113. Vive con l'altro figlio, col quale non gode di buoni rapporti, soprattutto dopo che lui si è risposato con Ellie, un'infermiera che ha avuto più o meno la sua stessa storia, ma col tempo il rapporto fra padre e figlio si riappacificherà; nutre un gran rispetto per Cesare, e come lui vede un mondo in cui umani e scimmie vivano in pace.
- Dreyfus, interpretato da Gary Oldman, è il co-fondatore e Capo della colonia. Esige a tutti i costi la sopravvivenza della colonia e la ricerca di nuove fonti di energie, e non vede di buon occhio le scimmie, che lui vede solo come degli "animali", fatto questo derivato dall'aver perso la sua famiglia per colpa del virus ALZ-113. È pronto a tutto pur di distruggerle, arrivando addirittura a far saltare in aria la torre della colonia con del C-4 insieme a sé stesso e i suoi uomini; è l'antagonista secondario del film.
- Ellie, interpretata da Keri Russell, è la seconda moglie di Malcolm, ex-infermiera che perse sua figlia per il virus delle scimmie; tempo dopo inizierà una relazione con Malcolm e cercherà di instaurare un rapporto con il figlio di quest'ultimo, Alexander.
- Alexander, interpretato da Kodi Smit-McPhee, è il figlio di Malcolm, con il quale è in difficili rapporti soprattutto dopo la morte della madre e della giovane sorella, causate dal virus delle scimmie. Non vede di buon occhio Ellie (seconda moglie del padre) con la quale instaurerà un rapporto a fine film; molto intelligente e anche ottimo disegnatore, diventerà il miglior amico (umano) di Maurice, grazie alla passione in comune per i disegni.
- Carver, interpretato da Kirk Acevedo, ex lavoratore idrico di San Francisco e membro del gruppo di Malcolm.
- Werner, interpretato da Jocko Sims, è l'operatore radio della colonia.
- Kemp, interpretato da Enrique Murciano, è un membro del gruppo di Malcolm.
- Finney, interpretato da Keir O'Donnell, è un alleato di Dreyfus.
- Will Rodman, interpretato da James Franco (non accreditato), è il vecchio padrone di Cesare. Compare solo tramite materiale d'archivio dal film precedente.

## Produzione

### Sviluppo

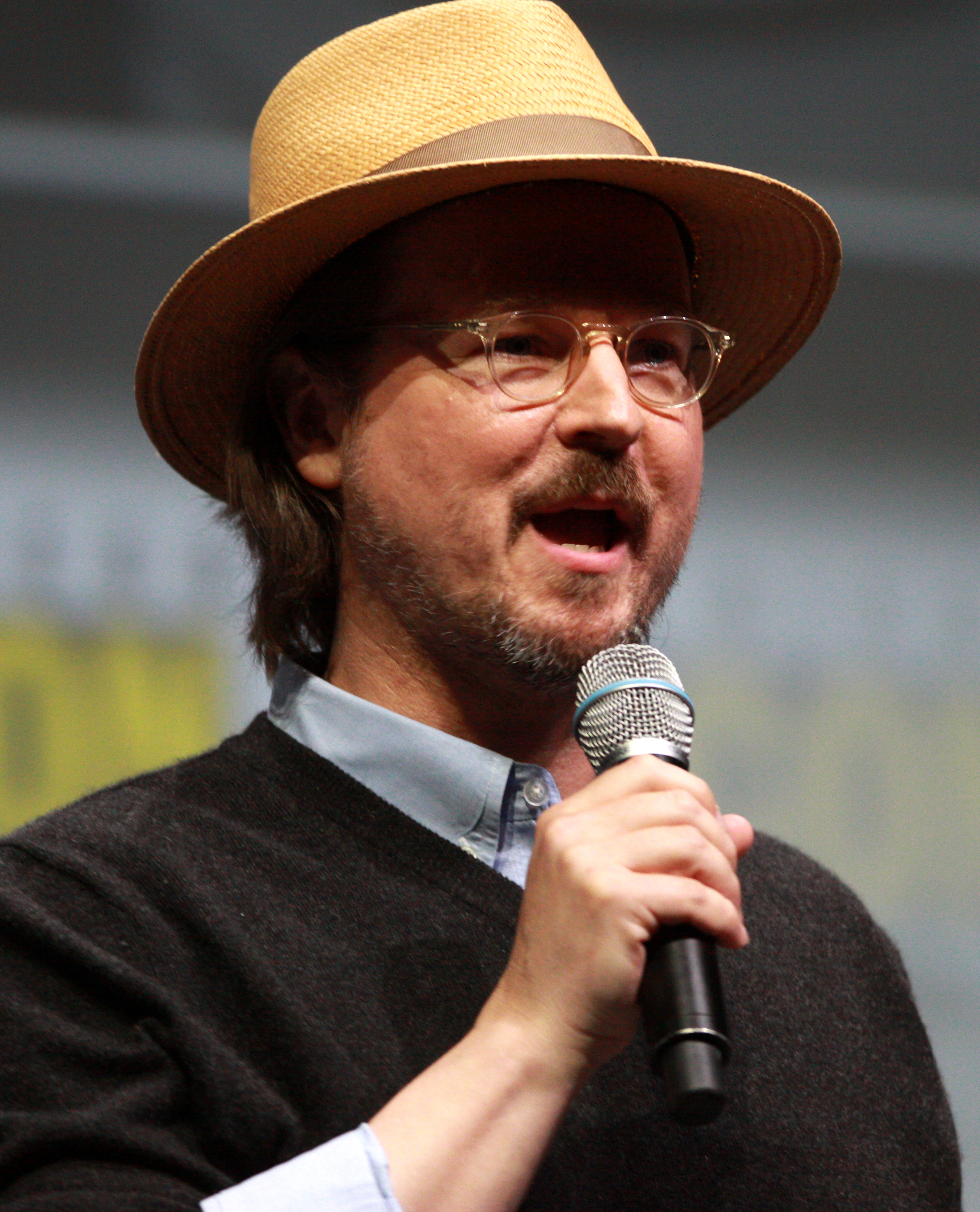
Matt Reeves sostituisce Rupert Wyatt alla regia

Dopo l'uscita de L'alba del pianeta delle scimmie, il regista Rupert Wyatt ha affermato che il film termina con degli interrogativi e che potrebbe «sviluppare qualunque tipo di seguito, ma questo è solo l'inizio». Lo sceneggiatore e produttore Rick Jaffa ha confermato che nel film sono presenti numerosi dettagli atti a introdurre un seguito, compresa una versione dell'astronave comparsa nel film del 1968.
Il 3 novembre 2011 Andy Serkis è stato confermato nel ruolo di Cesare, leader delle scimmie. Nel maggio 2012 Scott Z. Burns era stato ingaggiato per riscrivere la sceneggiatura originale di Rick Jaffa e Amanda Silver. Il 31 maggio la 20th Century Fox ha annunciato che il sequel sarà intitolato Dawn of the Planet of the Apes con la distribuzione fissata per il 23 maggio 2014.
Nel settembre 2012 è stato reso noto che molto probabilmente Wyatt non tornerà a dirigere il sequel a causa di un'agenda troppo fitta che lo costringerebbe a togliere al progetto la dovuta attenzione. In una successiva intervista Wyatt rivela di aver abbandonato il progetto per divergenze creative con lo studio.
Il 1º ottobre 2012 Matt Reeves viene ingaggiato per sostituire Wyatt alla regia, successivamente lo sceneggiatore Mark Bomback è stato assunto per riscrivere la sceneggiatura.

### Cast
Nel dicembre 2012, dopo l'abbandono del regista Rupert Wyatt, James Franco ha ipotizzato che non tornerà per il sequel, dichiarando: "E ora anche Rupert non ha più nulla a che vedere col lungometraggio. Immagino che neanche io ci sarò. Per lo meno, nessuno mi ha parlato di questo progetto dai giorni in cui Rupert ha abbandonato".
Nel febbraio 2013 gli attori Gary Oldman, Jason Clarke e Kodi Smit-McPhee vengono ingaggiati per i ruoli principali del film. Il mese successivo anche Keri Russell si unisce al cast. Judy Greer viene ingaggiata per il ruolo di Cornelia, lo scimpanzé femmina compagna di Cesare. Toby Kebbell, Enrique Murciano e Kirk Acevedo si sono uniti al cast durante le riprese.
Per il film sono stati fatti due recasting: quello di Cornelia (da Devyn Dalton a Judy Greer), e quello di Koba (da Chris Gordon a Toby Kebbell)

### Riprese
Le riprese sono iniziate nell'aprile 2013 attorno al Campbell River, nella Columbia Britannica. L'Isola di Vancouver è stata scelta per la sua somiglianza con i luoghi raffigurati nel film, le foreste e la varietà di paesaggi. le riprese sono continuate a maggio a New Orleans.

### Effetti speciali
Come per il film precedente, gli effetti visivi sono stati realizzati da Weta Digital. Oltre alle scimmie, Weta ha creato altri animali digitali, come un branco di wapiti, un orso grizzly e doppia CG per i cavalli vivi. I wapiti sono stati creati utilizzando l'animazione dei key frame e il software di miglioramento della folla digitale MASSIVE, l'orso grazie all'animazione dei key frame e i cavalli con un mix di animazione dei key frame e con la motion capture.

### Colonna sonora
La colonna sonora del film è stata composta da Michael Giacchino, ed è stata rilasciata da Sony Masterworks l'8 luglio 2014.

### Scene tagliate/finale esteso
Nel corso di un'intervista relativa alla programmazione del terzo film della trilogia, Matt Reeves ha rivelato che era stata realizzata una scena da inserire al termine dei titoli di coda, nella quale Cesare e le altre scimmie, intente ad attraversare il Golden Gate per fare ritorno nella foresta, si soffermavano sul ponte a osservare preoccupate l'arrivo di una nave da guerra (simile alla USS Iowa) giunta in soccorso della colonia di San Francisco per dare inizio alla guerra. Benché la scena fosse praticamente pronta, e prossima a essere inserita in fase di montaggio (tanto da apparire in uno dei trailer principali del film), all'ultimo momento si decise di rimuoverla. La ragione di tale cancellazione, a detta del regista, era per non togliere drammaticità e suspense al finale, oltre che per evitare di rivelare troppe informazioni inerenti al sequel.

## Promozione
Nel luglio 2013 viene lanciata campagna di marketing virale per il film che include un sito web sul "virus delle scimmie" e finti video PSA. Un romanzo intitolato Dawn of the Planet of the Apes: Firestorm, ambientato anche tra gli eventi dei primi due film, è stato pubblicato nel maggio 2014 da Titan Books. Il 10 luglio 2014, grazie alla partnership tra 20th Century Fox e Ndemic Creations, è stato possibile ottenere un aggiornamento per il videogioco Plague Inc. a tema Apes Revolution - Il pianeta delle scimmie. Permette ai giocatori di creare e personalizzare il virus influenzale delle scimmie per infettare il mondo e sradicare l'umanità aiutando le scimmie a sopravvivere.

### Before the Dawn of the Apes
Before the Dawn of the Apes è una serie composta da 3 cortometraggi che raccontano i 10 anni che passano tra L'alba del pianeta delle scimmie e Apes Revolution - Il pianeta delle scimmie, spiegando come si è diffuso il virus che ha decimato l'umanità. Per il momento sono disponibili solo in lingua inglese.
I tre cortometraggi sono diretti da: Isaiah Seret (Year 1), Daniel Thron (Year 5) e "thirtytwo" (Year 10).
- Spread of Simian Flu - Year 1. Quarantine: seguiamo una madre che nel mezzo del focolaio virale viene messa in quarantena dopo essere risultata positiva al virus ed è così costretta ad abbandonare il marito e la figlia.
- Struggling to Survive - Year 5. All Fall Down: sono trascorsi cinque anni da quando l'Influenza Scimmiesca ha quasi spazzato via l'umanità, e seguiamo un'adolescente orfana che sopravvive barattando cose che ha rubato da case appartenute alle vittime del virus.
- Story of the Gun - Year 10. The Gun: seguiamo il viaggio di un fucile che passa tra le mani di diversi proprietari mentre sullo sfondo si delinea la devastazione portata dal virus.

## Distribuzione
Il 31 maggio 2012, Fox ha annunciato che Apes Revolution sarebbe stato rilasciato il 23 maggio 2014. Tuttavia, è stato annunciato il 20 giugno 2013 che la data di uscita della pellicola sarebbe stata rinviata di due mesi, e cioè al 18 luglio 2014. Il 10 dicembre 2013 il film è stato anticipato all'11 luglio 2014.
Il trailer ufficiale viene diffuso il 18 dicembre 2013. Nello stesso giorno viene diffuso anche il trailer italiano.
Presentato il 26 giugno 2014 in anteprima al Palace of Fine Arts di San Francisco, in California, il film è uscito l'11 luglio 2014 nelle sale cinematografiche statunitensi e in quelle italiane il 30 luglio 2014.
La pellicola ha chiuso la 36ª edizione del Festival cinematografico internazionale di Mosca, il 28 giugno 2014.

### Edizione italiana
Titolo
Il titolo originale del film, Dawn of the Planet of the Apes, è traducibile in italiano in L'alba del pianeta delle scimmie, titolo che è stato però usato in Italia per il precedente capitolo della saga, in originale Rise of the Planet of the Apes (in cui Rise è traducibile con "ascesa", "origine" o "nascita" ma anche con l'usato "alba"). I distributori italiani del film hanno quindi modificato il titolo del film in Il pianeta delle scimmie - Revolution, per poi intitolarlo definitivamente Apes Revolution - Il pianeta delle scimmie.
Doppiaggio
Il doppiaggio italiano, eseguito dalla 3Cycle, è a cura di Marco Guadagno. Rispetto al film precedente cambia la voce di Cesare, che passa da Pino Insegno a Massimo Corvo.

## Accoglienza

### Incassi
Con un budget pari a 170 milioni di dollari, la pellicola ha incassato 208545589 $ negli Stati Uniti e Canada, e 502098977 $ in altri paesi, per un totale mondiale di 710644566 $.

### Critica
Il film ha avuto recensioni generalmente positive. Sull'aggregatore di recensioni Metacritic, che assegna una media ponderata, il film ha un punteggio di 79 su 100 sulla base di 48 recensioni. Sul sito Rotten Tomatoes, detiene un punteggio di gradimento del 90% sulla base di 312 recensioni, con una media voto di 7,9 / 10.
Drew McWeeny di HitFix ha assegnato al film "A +" dicendo "non è solo un buon film di genere o un buon film d'estate. È un grande film di fantascienza e uno dei migliori film dell'anno."

## Riconoscimenti
- 2015 - Premio Oscar
  - Candidatura per i migliori effetti speciali a Joe Letteri, Dan Lemmon, Daniel Barrett e Erik Winquist
- 2015 - Premio BAFTA
  - Candidatura per i migliori effetti speciali
- 2015 - Empire Award[37]
  - Miglior attore a Andy Serkis
  - Candidatura per il miglior film
  - Candidatura per il miglior regista a Matt Reeves
  - Candidatura per il miglior sci-fi/fantasy
- 2015 - Saturn Award[38]
  - Candidatura per il miglior film di fantascienza
  - Candidatura per il miglior attore non protagonista a Andy Serkis
  - Candidatura per il miglior attore emergente a Kodi Smit-McPhee
  - Candidatura per la miglior regia a Matt Reeves
  - Candidatura per la miglior scenografia a James Chinlund
  - Candidatura per la miglior colonna sonora a Michael Giacchino
  - Candidatura per il miglior trucco a Bill Terezakis e Lisa Love
  - Candidatura per i migliori effetti speciali a Joe Letteri, Dan Lemmon, Daniel Barrett e Erik Winquist

## Sequel
Il 14 luglio 2017 è uscito il sequel del film. Alla regia è tornato Matt Reeves, che ha scritto la sceneggiatura insieme a Mark Bomback. Il 14 maggio 2015 viene annunciato il titolo del sequel, che è War of the Planet of the Apes. Il 22 novembre 2015 il film cambia titolo in War for the Planet of the Apes, come si legge in un tweet del regista Matt Reeves.

## Curiosità
- Cesare è anche il nome dello scimpanzé protagonista dei film 1999: conqusta della Terra e Anno 2670 - Ultimo atto, rispettivamente del 1972 e del 1973.
- Nel film il figlio più piccolo di Cesare viene chiamato Cornelius. Cornelius era anche il nome di uno scimpanzé nei film Il pianeta delle scimmie (1968), L'altra faccia del pianeta delle scimmie (1970) e Fuga dal pianeta delle scimmie (1971).
  - Nel film Anno 2670 - Ultimo atto (1973), però, Cornelius è il nome del primogenito di Cesare.